# Dwarsregeltransformator

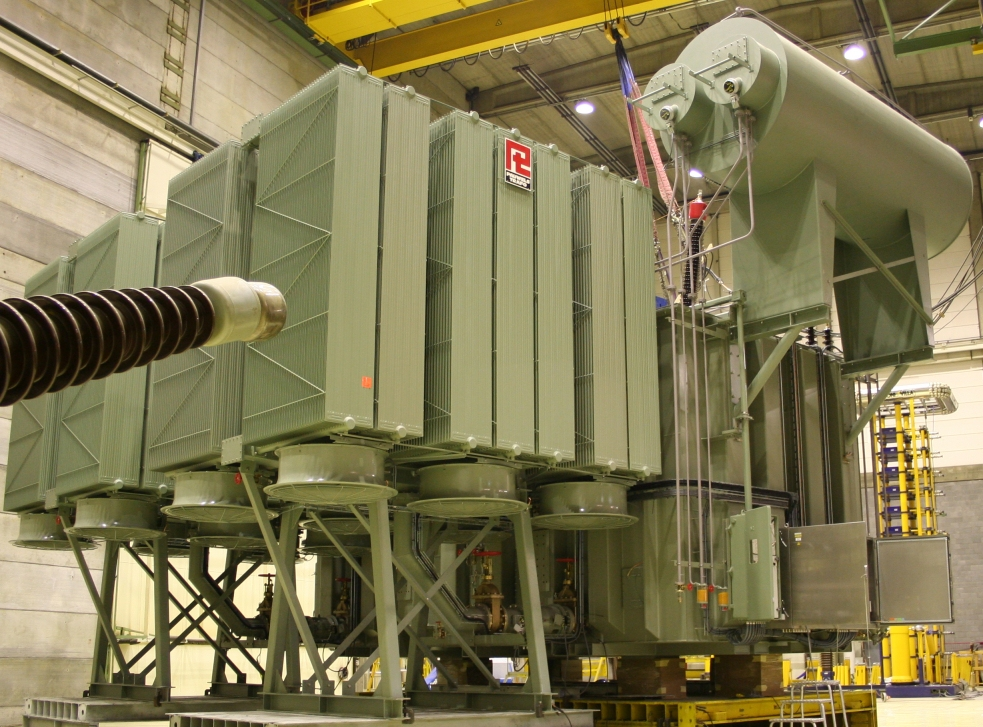
De 400 MVA 220/155 kV ELIA Phase-Shifter te Monceau-sur-Sambre in de proefbank. Hij zorgt voor een regelbare verbinding tussen België en Chooz in Frankrijk

De dwarsregeltransformator wordt in het hoogspanningsnet toegepast om het transport van elektriciteit beter te besturen en te verdelen. De dwarsregeltransformator verschuift de fasehoek tussen de in- en uitgaande wisselspanning, waardoor het vermogen geregeld kan worden. De hoogte van de spanning tussen de in- en uitgang blijft hierbij gelijk.

## Werking

Spanningsvectoren

Schematische opbouw

Tussen de fasespanningsvectoren van een driefasenelektriciteitsnet zit een hoek van 120°. Tussen de vectoren onderling zit de lijnspanning. Door nu (een fractie van) de spanning tussen twee vectoren op te tellen bij de derde vector zal de spanning in loodrechte richting verschuiven. Hoe groter de hoek van de vector afwijkt van zijn normale richting, hoe groter de dwarshoek (max. 30°) en hoe groter het vermogen.

## Constructie
De dwarsregeltransformator bestaat per fase (dus driemaal per apparaat) uit een serietransformator en een regeltransformator. De secundaire zijde van de serietransformator wordt hierbij gevoed met de spanningen uit de regeltransformator van de twee andere fasen. Door de secundaire spanning van de regeltransformator te regelen wordt de gewenste dwarshoek ingesteld.

## Voordeel
Met een dwarsregeltransformator kan men, door het variëren van de dwarshoek, de vermogensstroom zowel in grootte als in richting regelen of zelfs de andere kant op te sturen. Dit maakt het voor een netbeheerder mogelijk om de energiestromen op het elektriciteitsnet te spreiden, met als doel een hogere betrouwbaarheid van het net en een betere benutting van de - grensoverschrijdende - netcapaciteit.

## Toepassing
Dwarsregeltransformatoren worden toegepast in onderstations waar twee landelijke netten met elkaar gekoppeld zijn; ofwel op die locaties waar importstroom het land inkomt en exportstroom het land verlaat.
| Onderstation       | Koppeling | Spanning      | Vermogen    | In dienst |
| ------------------ | --------- | ------------- | ----------- | --------- |
| Meeden (Diele)     | Ned - Dui | 380 kV        | 2× 1000 MVA | 2002/2003 |
| Ophoven (Kinrooi)  | Bel - Ned | 380 kV        | 2× 1400 MVA | 2009      |
| Monceau-sur-Sambre | Bel - Fra | 220 kV/150 kV | 400 MVA     | 2007      |
| Zandvliet          | Bel - Ned | 380 kV        | 1400 MVA    | 2008      |

Daarnaast zijn twee dwarsregeltransformatoren aanwezig in het 150 kV-net van Zuid-Holland.
| Onderstation | Koppeling | Spanning | Vermogen | In dienst |
| ------------ | --------- | -------- | -------- | --------- |
| Delft        | Ned       | 150 kV   | 312 MVA  |           |
| Leiden       | Ned       | 150 kV   | 390 MVA  |           |

Draadslachtoffers - Driefasespanning - Dwarsregeltransformator - Elektriciteitscentrale - Hoogspanningsleiding - Hoogspanningsnet - Kortsluitingen in hoog- en laagspanningsnetten - Netbeheerder - Onderstation - Scheidingsschakelaar - Vermogenschakelaar - Vermogenstransformatorwikkeling - Vermogenstransformator